# Juri Zanotti
Pour les articles homonymes, voir Zanotti.
Juri Zanotti (né le 5 janvier 1999 à Lecce) est un coureur cycliste italien, spécialiste du VTT.

## Palmarès en VTT

### Championnats du monde
- Cairns 2017
  - 6e du relais mixte
- Lenzerheide 2018
  - 4e du relais mixte
- Leogang 2020
  -  Médaillé d'argent du relais mixte
  - 10e du cross-country espoirs
- Val di Sole 2021
  -  Médaillé d'argent du cross-country espoirs

### Coupe du monde
- Coupe du monde de VTT cross-country espoirs
  - 2021 : 5e du classement général

- Coupe du monde de VTT cross-country élites
  - 2022 : 39e du classement général
  - 2023 : 28e du classement général
  - 2024 : 20e du classement général

- Coupe du monde de VTT cross-country short track
  - 2023 : 33e du classement général
  - 2024 : 21e du classement général

### Championnats d'Europe
- Darfo Boario Terme 2017
  -  Médaillé de bronze du relais mixte
- Glasgow 2018
  -  Champion d'Europe du relais mixte
- Monte Tamaro 2020
  -  Champion d'Europe du relais mixte
  -  Médaillé de bronze du cross-country espoirs
- Novi Sad 2021
  -  Champion d'Europe du relais mixte
  -  Médaillé d'argent du cross-country espoirs
- Melgaço 2025
  -  Champion d'Europe du relais mixte

### Championnats d'Italie
- 2016
  - 3e du cross-country juniors
- 2017
  -  Champion d'Italie de cross-country juniors
- 2018
  -  Champion d'Italie de cross-country espoirs